# Lachenalia reflexa
Lachenalia reflexa är en sparrisväxtart som beskrevs av Carl Peter Thunberg. Lachenalia reflexa ingår i släktet Lachenalia och familjen sparrisväxter. Inga underarter finns listade i Catalogue of Life.

## Bildgalleri

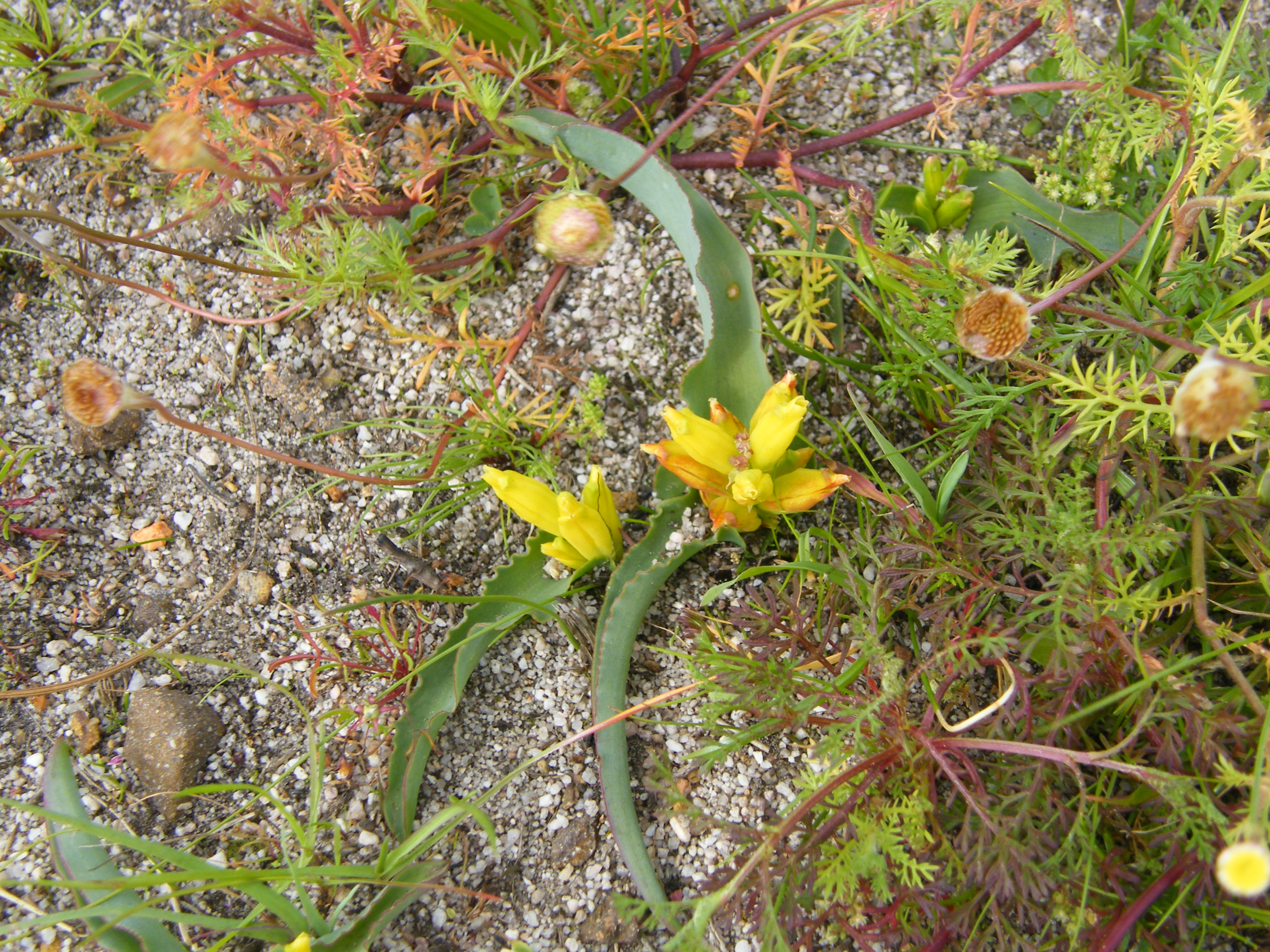